# 台灣音樂雜誌
音樂雜誌是以音樂為主題的雜誌，音樂雜誌的分類有由樂風區別，如：古典音樂雜誌、搖滾音樂雜誌；或由創辦者的類型分別，如：業者所辦的半機關報、樂迷所辦的同人誌 。而台灣發行的音樂雜誌風格多元，仍未有確切的分類。

## 歷史
台灣音樂雜誌的歷史大致始於20世紀50年代中期，1955年創辦的《音樂月刊》以古典音樂為核心，內容涵蓋樂評文字、音樂家生平列傳等。70年代隨著音響器材進口的增加，古典音樂雜誌與音響專門理論更緊密地結合。1973年發行的《音樂與音響》，內容主要分為音樂及音響器材兩部分，為音樂雜誌史上的重要刊物。國內古典音樂雜誌全盛時期近10家，但是在千禧年前後，如骨牌效應般關門，目前以強調大眾口味的古典音樂雜誌《Muzik》最為樂迷所知，2006年10月第一期上市，以「一生中不可不聽的80張唱片」的封面專題，打破台灣長達五年多沒有古典樂雜誌的情況，成為了市面上唯一一本古典樂雜誌。

台灣的音樂雜誌從古典音樂、音響領域跳脫，則是以1975年的《滾石》為代表。《滾石》雜誌仿效美國《滾石》，內容有翻譯文章、樂壇新聞、作品剖析、歌手訪問、歌譜教唱、心情隨筆…… 。這類型的音樂雜誌大多為「半機關報」，由唱片公司、唱片行等業者發行。依循發行商的風格取向，吸引不同讀者。而非主流刊物比起主流刊物，具備更強烈的意識形態，進而開創台灣樂壇、推動地下音樂文化。如台灣Tower Records的免費刊物《Pass》，差不多有一半的寫手都當過海洋音樂祭的評審。
 
從解嚴後另類音樂的初誕生，到百花齊放的台灣音樂文化，有些雜誌專注於特定的類型音樂，使其成為記錄時代浪潮的重要文獻，如電音雜誌《plur》。另一方面，從樂迷出發的音樂雜誌，反映次文化觀點，成為迷文化中的重要媒體。

近年來隨著實體唱片行和紙本書籍的消退，音樂雜誌開始與串流媒體、群眾募資平台等合作，如《KKBOX音樂誌》(由KKBOX經營)、《小白兔通訊》(於flying v公開募資)。亦更強調與生活藝術的多方面結合，如《樂手巢》。

## 已發行台灣音樂雜誌列表
不完全的歷史以創刊期排列如下。
- 《滾石》1975年4月創刊，由段鍾沂、段鍾潭兄弟出版，仿效美國《Rolling Stone》雜誌。《滾石》是台灣70年代唯一的搖滾樂雜誌，啟蒙了台灣第一代音樂工作者。「滾石唱片」成立之後，轉以報導旗下歌手動態為主。[8]
- 《藍白音樂雜誌》1983年創刊，由藍與白唱片 (藍白唱片)發行。為寄回卡帶回卡後才能獲得的免費雜誌，內容報導旗下歌手資訊。於1996年隨著唱片公司的結束停刊。
- 《光音樂雜誌》1983年2月創刊，由西洋音樂教父光主辦。報導內容主要為西洋流行音樂，以及部分東洋流行音樂，實踐音樂無國界的理想。在2000年初停刊後，仍以網站與演唱會策劃公司的形式存在，是台灣最長命的流行音樂期刊[9]。
- 《領先流行音樂》1983年9月創刊，為八〇年代國語流行音樂代表雜誌。主要內容包含流行音樂熱門焦點、排行榜、唱片評介、新曲介紹，作家群為中廣、漢聲廣播電台等廣播電台主持人組成。1984年10月停刊。[10]
- 《搖滾生活》 1984年7月創刊，由小雅唱片發行的小雅樂訊改版的，主介紹70年代搖滾。創刊號以吉他大師Gary Moore為封面，除翻譯國外文章外，亦由方無行主筆多篇樂評。1985年停刊後，1997年曾以《入骨狂報》為名復刊兩期。
- 《飛碟音樂》1985年10月創刊，由飛碟唱片發行。內容從介紹飛碟發行的中西方音樂為主的資訊雜誌，轉變為結合「流行、音樂、生活」的綜合休閒刊物。寄回回卡、成為知音之聲會員後，就有機會免費收到雜誌。
- 《搖滾客》1987年6月創刊，由水晶唱片任將達、文化人何穎怡、樂評人程港輝主辦，改版自水晶唱片的《Wax Club》。雜誌除介紹水晶代理的唱片外，亦提倡「地下音樂」與「台灣新音樂」概念，鼓吹本土音樂創作。1991年停刊後，轉為免費發送的報紙簡訊。2000年曾復刊發行6期《搖滾客復刊號》，於2001年再度停刊。
- 《非古典音樂雜誌》1994年創刊，集合了老中青三代樂評人，主要介紹國內及西洋的另類、搖滾、爵士，並記錄了當時流行的grunge、britpop風潮。1996年停刊。
- 《Pass》1994年8月創刊，由台灣淘兒唱片自製的免費刊物。總編葉雲平、葉雲甫、孫淑芸等都曾是淘兒音樂城員工。《Pass》雜誌培養出一批台灣優秀的樂評人，如馬世芳、小樹、Cello Kan、楊久穎。而同由台灣Tower Record發行的雜誌還有《Pulse!》，亦為台灣獨立音樂圈重要刊物。2003年底因Tower Records撤出台灣停刊。
- 《MCB Taiwan》 1994年創刊，1996年引入台灣，為香港雜誌《音樂殖民地》的台灣版，主要報導獨立、電子與另類等非主流音樂。除袁智聰原有作品外，台灣版總編輯林哲儀還撰寫多篇Drum’n’Bass報導。於2004年停刊。[11]
- 《PLUR》1997年創刊，由藍月唱片發行，主筆者為張耘之，為台灣第一本介紹電音文化、舞曲文化的雜誌，記錄了台灣瑞舞的蓬勃時期。發行四期後停刊。
- 《T-MAG》2000年9月創刊，由獨立唱片行IMPO發行，內容介紹西洋音樂，傳遞歐美搖滾精神。採雙月刊形式發行了25期。
- 《小白兔通訊》2002年創辦，由小白兔唱片發行的刊物。初期內容多介紹國外獨立樂團、音樂廠牌，後經歷三度停刊，於2017年12月復刊，轉向聚焦台灣音樂及獨立樂曲創作。第四代小白兔通訊獲得文化部影視及流行音樂產業局補助，並在flying v上進行專案募資，從免費刊物轉變為12期的收費雜誌。[12]
- 《UN ! 次文化誌》2006年8月創刊，內容涵蓋搖滾樂、電音、嘻哈、藝術文化等，邀來1976樂團阿凱、MC HOTDOG、大支寫固定專欄，亦與街聲合作推出sreeet people單元。
- 《挺音樂誌》 2009年10月創刊，由趙竹涵領軍，以搖滾、金屬為主軸，內容包括專題企畫、國內外音樂人專訪等。團隊另發行以介紹、評測樂器為主的《樂團人》雜誌。現已停刊。
- 《視覺樂窟 VISUALZINE》 2010年1月創刊，由樂窟音樂發行，主要介紹日本視覺系音樂。團隊亦發行聚焦 JROCK/JPOP的《搖滾誌ROCKZINE》[13]
- 《KKBOX音樂誌》2011年1月創刊，由英屬開曼群島商家庭傳媒城發行。配合KKBOX六區的音樂平台資源，並透過「專題＋主題＋歌單」的設計，打造具有強烈生活風格的音樂雜誌。2014年6月改名為Let's Music音樂誌，2016年12月停刊。
- 《Gigs 搖滾生活誌》2012年5月創刊。主要介紹國內、外音樂專題，包括五月天、伍佰、蘇打綠、陳綺貞等國內知名音樂人，以及Lady GaGa、Radiohead等全球搖滾明星。2012年12月停刊。
- 《Bark音痴路》2013年7月創刊，由gigs雜誌主編陳玠安捲土重來，專欄作家包括五月天瑪莎、熊寶貝樂團餅乾。創刊號附贈獨立樂團未發表及絕版單曲珍藏CD，2014年發行四月號曾一度休刊，復刊後改名《Bark樂是浮生錄》，2015年1月再度休刊。
- 《Maxmusic極限音樂雜誌》2018年3月創刊，為免費的音樂文化季刊。內容涵蓋台灣樂團介紹和專業的器材情報。[14]
- 《樂手巢》由線上媒體樂手巢出發，2018年9月創辦實體刊物，提供讀者全球音樂新訊、演唱活動速報、流行設計、樂器專業知識及音樂專題報導。實體發送通路包括威秀影城、誠品書店、唱片行、練團室等[15]。
- 《［ 佳 ］音文樂刊 》2021年2月創刊，由佳佳唱片與M@M RECORDS攜手打造，可在全台40多個唱片行、咖啡店、音樂相關藝文空間免費索取。
- 《VIBES》2023年1月創刊的雙週刊，由《VERSE》社長暨總編輯張鐵志擔任總編輯[16]。

## 外部連結
- 台灣音樂與音響雜誌回顧 （页面存档备份，存于）
- 音謀筆記 （页面存档备份，存于）